# Phoradendron camposii
Phoradendron camposii är en sandelträdsväxtart som beskrevs av Kuijt. Phoradendron camposii ingår i släktet Phoradendron och familjen sandelträdsväxter. Inga underarter finns listade i Catalogue of Life.